# Elasmoscelis punctata
Elasmoscelis punctata är en insektsart som beskrevs av Synave 1958. Elasmoscelis punctata ingår i släktet Elasmoscelis och familjen Lophopidae. Inga underarter finns listade i Catalogue of Life.